# Elvatakt
Elvatakt är en taktart inom musiken som består av 11 slag per takt, till exempel 11/8-dels takt eller 11/4-dels takt. Taktarten är vanligt förekommande i balkansk folkmusik, men används även inom progressiv rock. Den underdelas vanligtvis 4+3+4.